# Olenivka, Vinnîțea
Olenivka (în ucraineană Оленівка) este localitatea de reședință a comunei Olenivka din raionul Vinnîțea, regiunea Vinnița, Ucraina.

## Demografie
Componența lingvistică a localității Olenivka
     Ucraineană (98,69%)
     Rusă (1,31%)
Conform recensământului din 2001, majoritatea populației localității Olenivka era vorbitoare de ucraineană (98,69%), existând în minoritate și vorbitori de rusă (1,31%).